# Edan
Edan, volledige naam Edan Portnoy (Rockville, Maryland, 1978), is een Amerikaanse rapper, dj en muziekproducent.

## Discografie

### Edan
- 1998 Artchitecture (Onuitgegeven)
- 2002 Primitive Plus (Lewis Recordings)
- 2005 Beauty and the Beat (Lewis Recordings)

### Ep's
- 2001 Sprain Your Tapedeck (Lewis Recordings)

### Mixtapes
- 2001 Fast Rap
- 2004 Sound of the Funky Drummer
- 2009 Echo Party (Five Day Weekend)